# Chinobrium opacum
Chinobrium opacum är en skalbaggsart som först beskrevs av Holzschuh 1984.  Chinobrium opacum ingår i släktet Chinobrium och familjen långhorningar.
Artens utbredningsområde är:
- Laos.
- Burma.

Inga underarter finns listade i Catalogue of Life.